# Xantip d'Atenes
Xantip (grec antic: Ξάνθιππος, llatí: Xanthippus), fill d'Arífron, fou el pare de Pèricles.
El 489 aC va acusar Milcíades al seu retorn de l'expedició fallida a Paros, i amb la caiguda d'aquest va esdevenir la figura més important d'Atenes, però actuà a la defensiva i el 484 aC fou condemnat a l'ostracisme; però, quan Xerxes I de Pèrsia s'acostava amb el seu exèrcit el 480 aC, fou cridat de nou per succeir a Temístocles com a comandant de la flota atenesa.
Va dirigir als atenesos a la decisiva batalla de Mícale que es va lliurar a la costa de Jònia el mateix dia que la batalla de Platea (setembre del 470 aC); la flota grega va anar llavors cap a l'Hel·lespont i quan van veure que el pont persa havia estat destruït, Leotíquides i els peloponesis van retornar a casa, però Xantip va restar amb la idea de conquerir el Quersonès traci, on molts atenencs havien tingut propietats anteriorment; els perses es van tancar a la ciutat de Sestos, que Xantip va assetjar i que fou obligada a rendir-se a la primavera següent (478 aC); el governador persa Artaictes va tractar d'escapar, però fou capturat i Xantip el va lliurar a la venjança dels habitants d'Eleünt que el van crucificar. Llavors Xantip va tornar a Atenes.